# أويسترفايك
أويسترفايك Oisterwijk  بلدية وبلدة بمقاطعة شمال برابنت، جنوبي هولندا.

## طوبوغرافيا
خريطة طوبوغرافية هولندية لبلدية أويسترفايك، يونيو 2015، (تقرأ بعد ثلاث نقرات على الخريطة).

## معرض صور

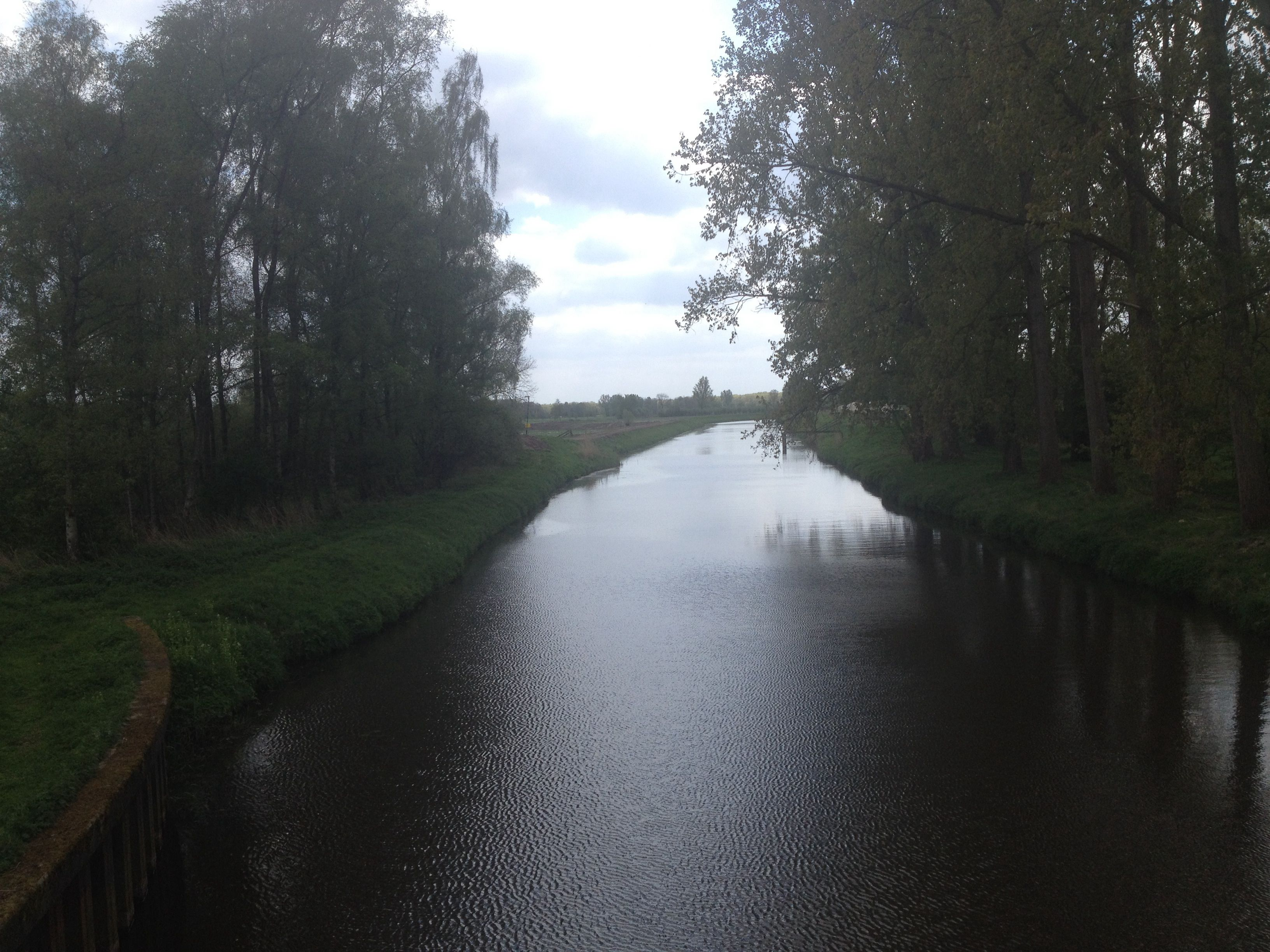
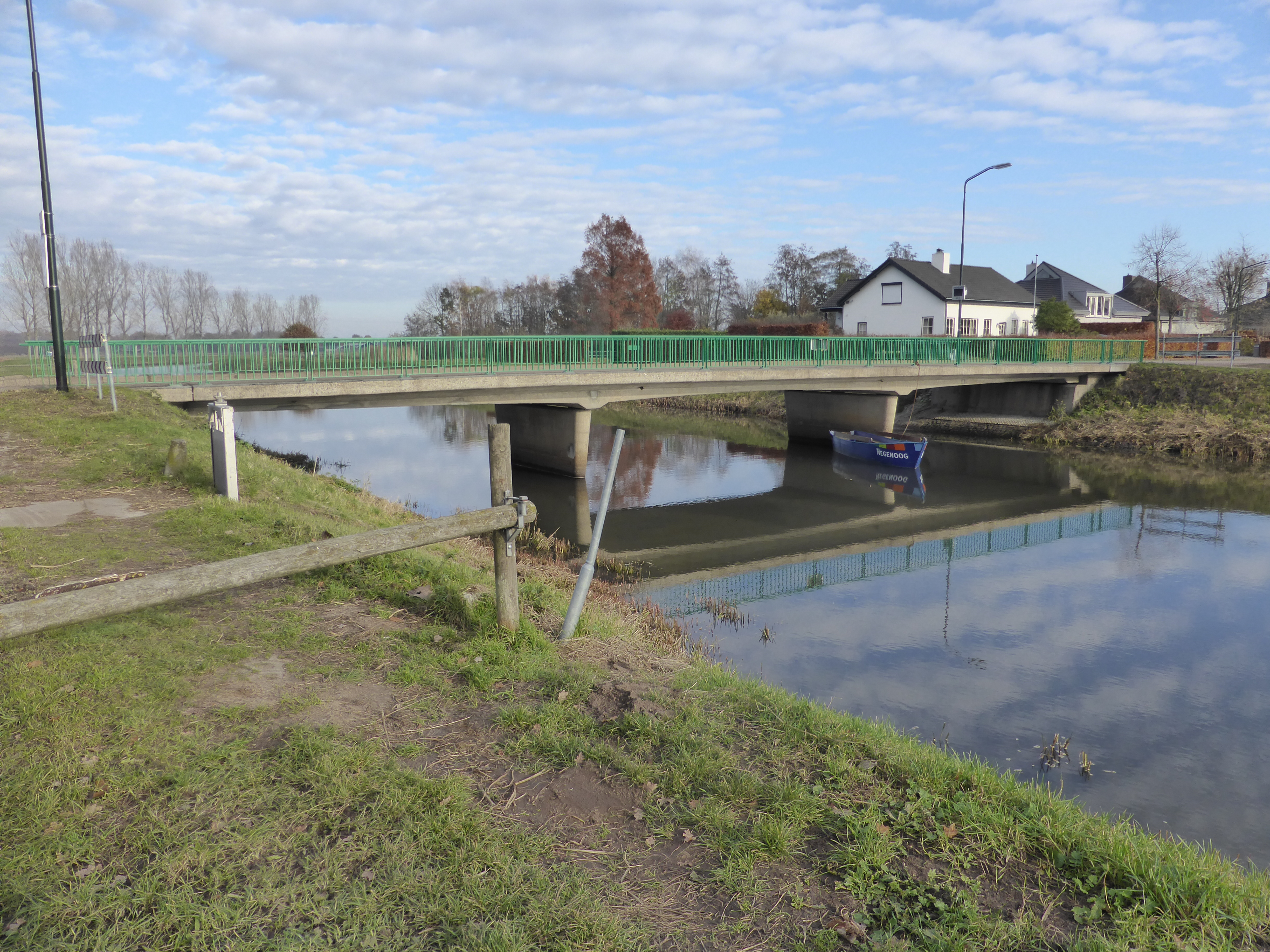
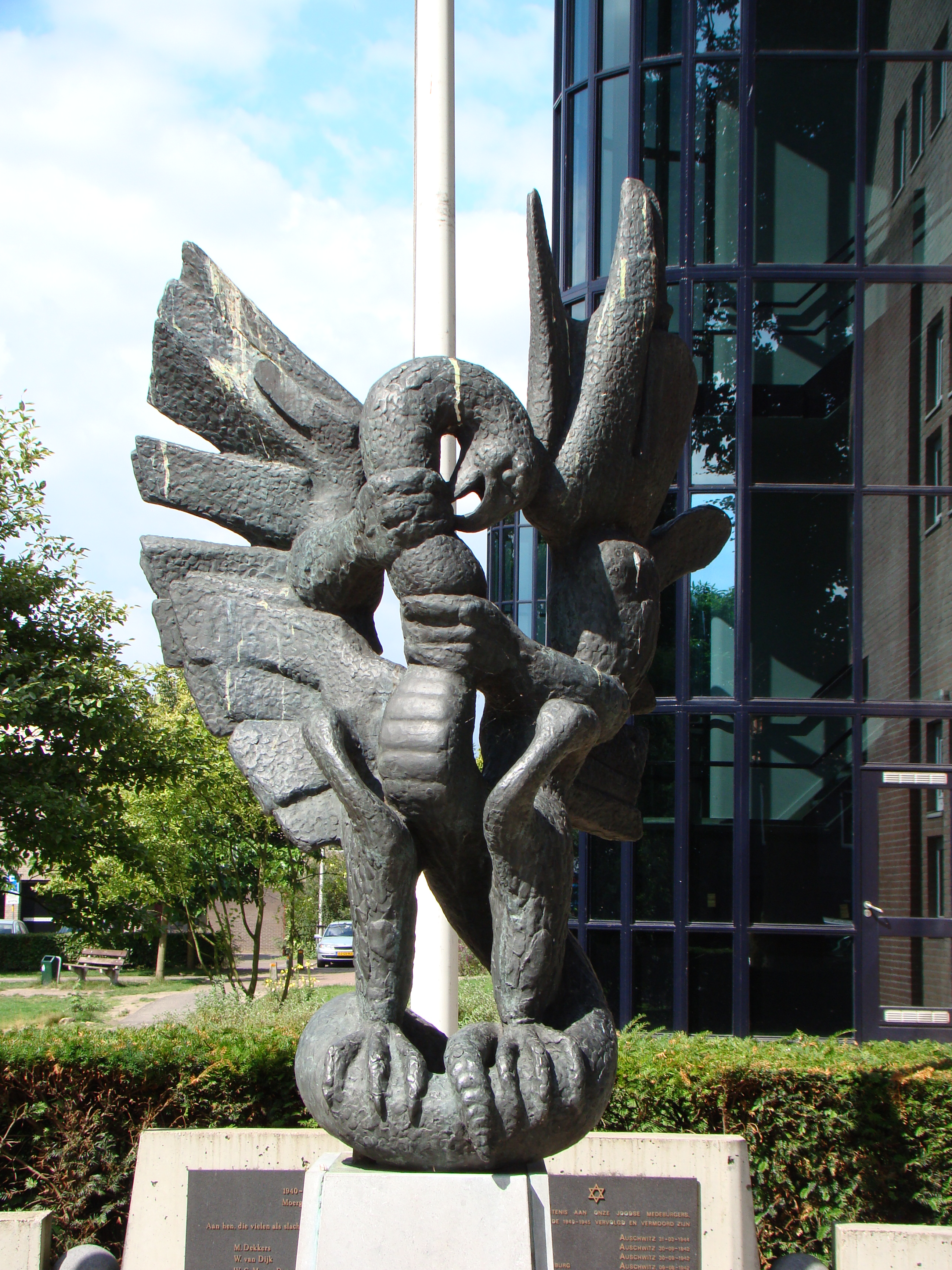
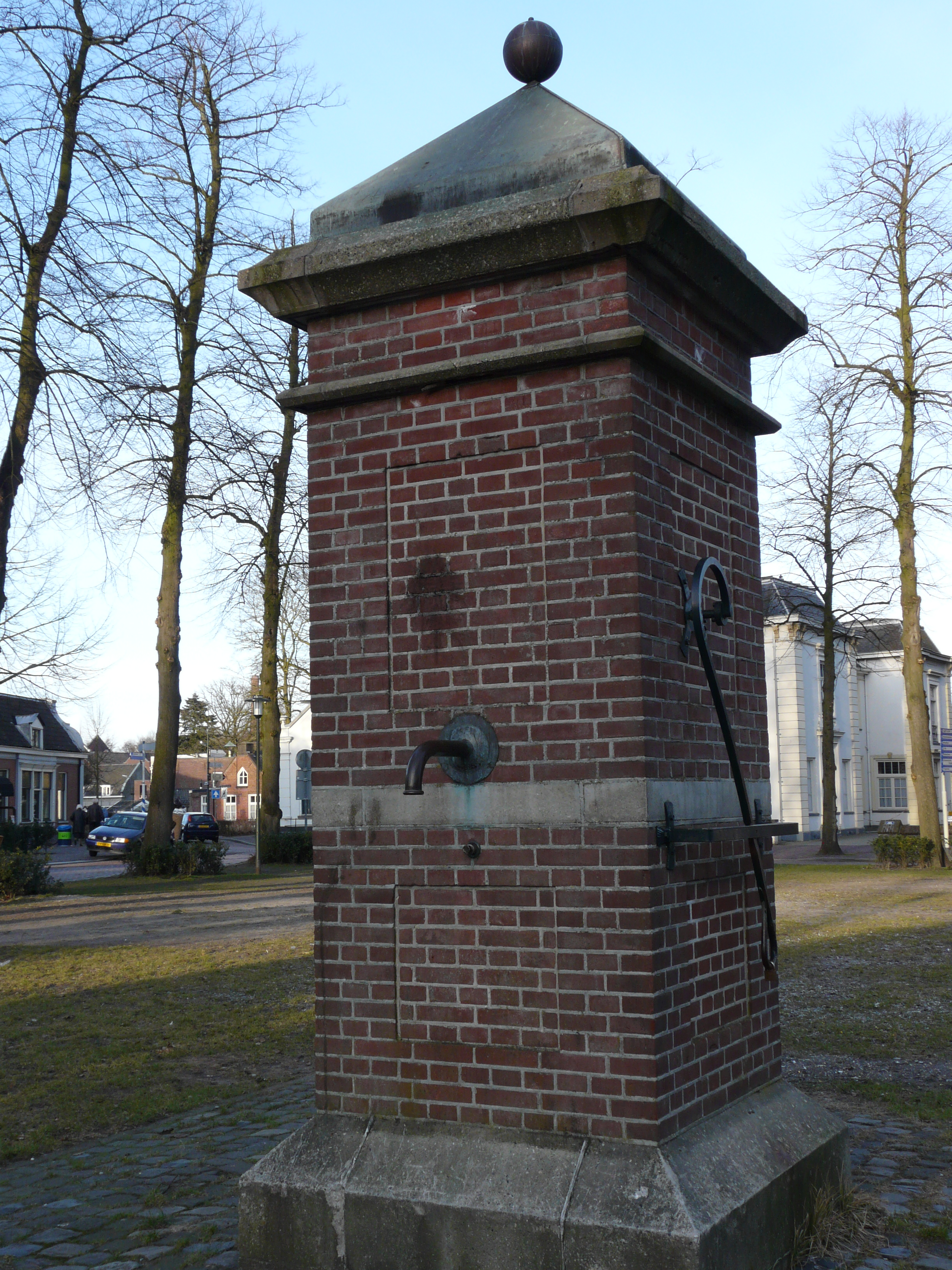
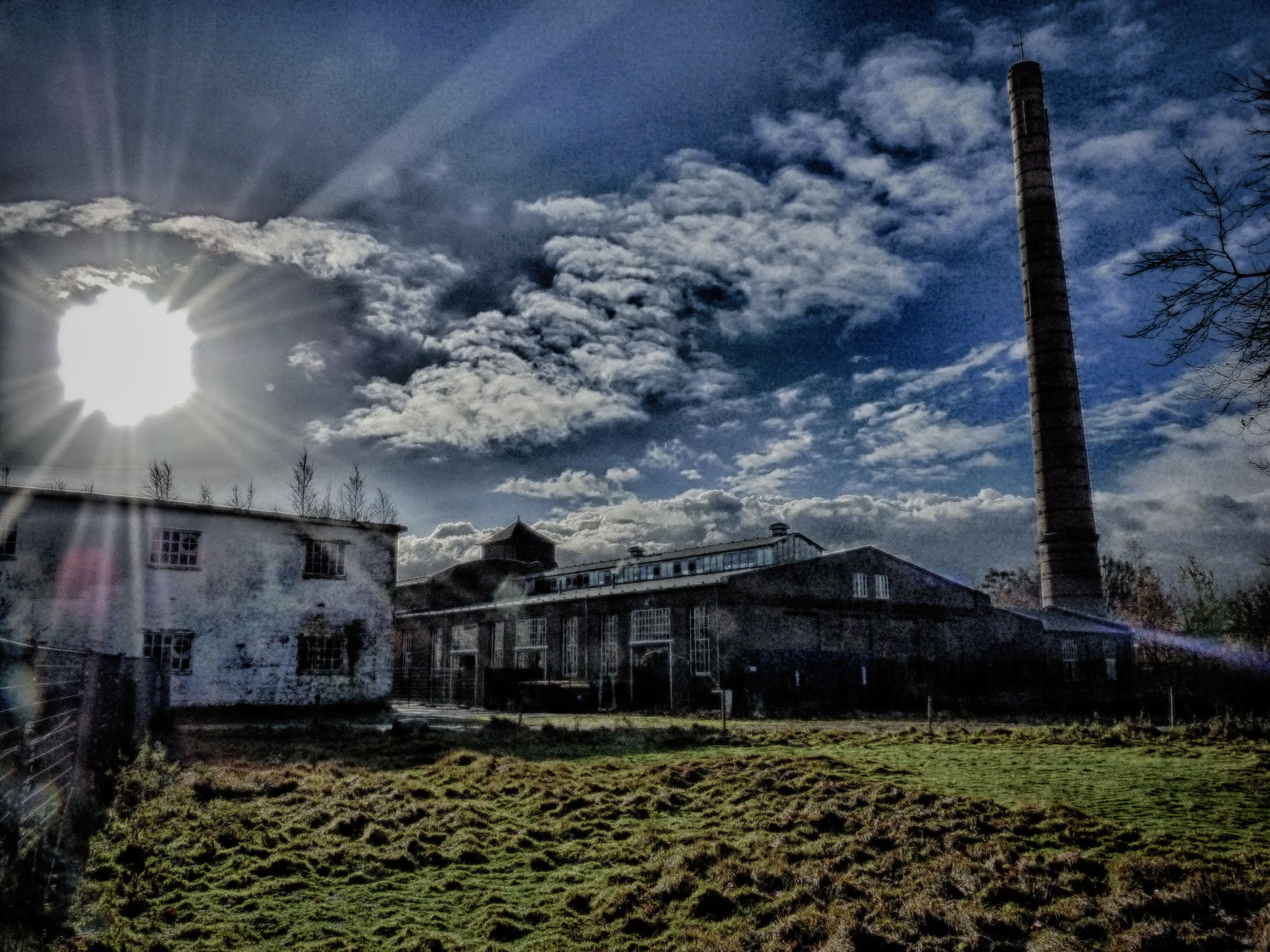

## توأمة
لأويسترفايك اتفاقيات توأمة مع:
- دراي آيش

## أعلام
- أرنولد ماير